# Pusjkino

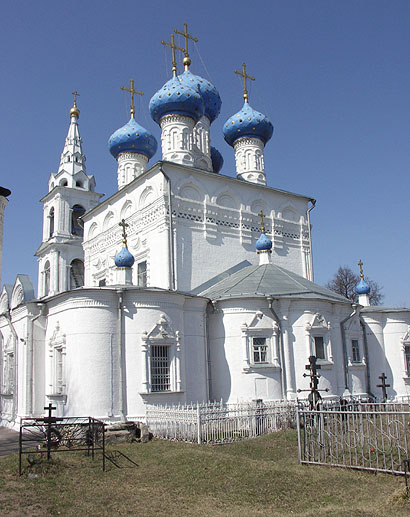
Sankt Nikolaus kyrka (1692–1694).

Pusjkino (ryska Пушкино) är en stad i Moskva oblast, Ryssland. Folkmängden uppgick till 108 253 invånare i början av 2015.